# Luigi Fresco
Luigi Fresco, detto Gigi (Verona, 4 aprile 1961) è un allenatore di calcio e dirigente sportivo italiano, tecnico e presidente della Virtus Verona.
Dal 1982 siede sulla panchina della Virtus Verona, che ha condotto dalla Terza Categoria, l'ultimo livello dilettantistico del campionato italiano, alla Serie C, la terza serie a carattere professionistico. I suoi 43 anni di permanenza alla guida del club scaligero lo rendono l'allenatore rimasto per più tempo sulla stessa panchina nel calcio italiano; per questo motivo è anche soprannominato Ferguson d'Italia.
Sempre dal 1982 è anche presidente della società rossoblu, essendo quindi uno dei pochissimi tecnici a ricoprire il doppio ruolo di allenatore-presidente.
Ha ottenuto complessivamente 7 promozioni di cui 2 dalla D alla C (il ripescaggio nella stagione 2012-2013 e la vittoria del campionato 2017-2018) e 3 retrocessioni (in Terza Categoria nella sua stagione d'esordio 1981-1982 e in Serie D nel 2013-2014 e nel 2018-2019, poi riammesso in C a fine campionato).

## Carriera
Nella primavera del 1982, ad appena 21 anni, viene chiamato a guidare la prima squadra della Virtus Verona, di cui era già allenatore delle giovanili, senza riuscire a evitare la retrocessione del club in Terza Categoria. Confermato anche per la stagione successiva, sempre dal 1982 è presidente della terza squadra veronese.
Sotto la sua gestione la Virtus scala negli anni le categorie: il terzo posto nella Terza Categoria 1982-1983 vale la promozione in Seconda Categoria, che i virtussini abbandonano nel 1986-1987 in virtù di un altro terzo posto; la promozione in Promozione avviene a seguito del secondo posto in Prima Categoria 1990-1991, mentre quella in Eccellenza si realizza al termine dell'annata 1999-2000 dopo aver superato in uno spareggio il Santa Maria Camisano per 3-2..
Fresco porta la Virtus alla vittoria della Coppa Italia Dilettanti Veneto 2005-2006 e alla conseguente qualificazione alla fase nazionale: in quella stessa stagione, il primo posto nel campionato di Eccellenza Veneto 2005-2006 permette alla società veronese di giocare in Serie D.
La vittoria dei playoff nazionali del campionato di Serie D 2012-2013 nella finale disputata a Foligno contro la Casertana e vinta per 3-1 permette alla Virtus Verona di ottenere il ripescaggio in Lega Pro Seconda Divisione 2013-2014. Nella storica prima annata tra i professionisti, complice anche il numero elevato di retrocessioni per la riforma dei campionati, nonostante il 14º posto la squadra non riesce a mantenere la categoria e retrocede in serie D.
Al termine della stagione 2017-2018 Fresco porta la Virtus Verona, arrivata prima nel suo girone, di nuovo in C. Nella stagione 2018-2019 non riesce a evitare la retrocessione ai playout (1-0 e 0-2 contro il Rimini). In estate il club viene riammesso in C e nel 2019-2020 ottiene uno storico dodicesimo posto in terza serie; al termine della stagione successiva si qualifica per l'ultimo posto disponibile per i playoff per la Serie B. Dopo aver eliminato la Triestina per 1-0, il pareggio (1-1) contro la Feralpisalò meglio piazzata al termine della regular season sancisce l'eliminazione della squadra scaligera dagli spareggi-promozione. Nella stagione 2021-2022 guida la Virtus alla salvezza, contestualmente sfiorando i play-off sfuggiti solo per il peggior risultato negli scontri diretti con la Pro Patria. Nella stagione 2022-2023 conduce la Virtus al suo miglior campionato di terza serie della storia conquistando il sesto posto finale e il raggiungimento dei play-off dove è eliminata al primo turno della fase nazionale per mano del Pescara.

## Statistiche

### Statistiche da allenatore
Statistiche aggiornate al 4 maggio 2025. In grassetto le competizioni vinte.
| Stagione        | Squadra         | Campionato      | Campionato | Campionato | Campionato | Campionato | Coppe nazionali | Coppe nazionali | Coppe nazionali | Coppe nazionali | Coppe nazionali | Coppe continentali | Coppe continentali | Coppe continentali | Coppe continentali | Coppe continentali | Altre coppe | Altre coppe | Altre coppe | Altre coppe | Altre coppe | Totale | Totale | Totale | Totale | % Vittorie | Piazzamento      |
| Stagione        | Squadra         | Comp            | G          | V          | N          | P          | Comp            | G               | V               | N               | P               | Comp               | G                  | V                  | N                  | P                  | Comp        | G           | V           | N           | P           | G      | V      | N      | P      | %          | Piazzamento      |
| --------------- | --------------- | --------------- | ---------- | ---------- | ---------- | ---------- | --------------- | --------------- | --------------- | --------------- | --------------- | ------------------ | ------------------ | ------------------ | ------------------ | ------------------ | ----------- | ----------- | ----------- | ----------- | ----------- | ------ | ------ | ------ | ------ | ---------- | ---------------- |
| apr.-giu. 1982  | Virtus Verona   | 2ª Cat.         | ?          | ?          | ?          | ?          | -               | -               | -               | -               | -               | -                  | -                  | -                  | -                  | -                  | -           | -           | -           | -           | -           |        |        |        |        | —          | Sub. 14º (retr.) |
| 1982-1983       | Virtus Verona   | 3ª Cat.         | ?          | ?          | ?          | ?          | -               | -               | -               | -               | -               | -                  | -                  | -                  | -                  | -                  | -           | -           | -           | -           | -           |        |        |        |        | —          | 3º (prom.)       |
| 1983-1984       | Virtus Verona   | 2ª Cat.         | ?          | ?          | ?          | ?          | -               | -               | -               | -               | -               | -                  | -                  | -                  | -                  | -                  | -           | -           | -           | -           | -           |        |        |        |        | —          | 11º              |
| 1984-1985       | Virtus Verona   | 2ª Cat.         | ?          | ?          | ?          | ?          | -               | -               | -               | -               | -               | -                  | -                  | -                  | -                  | -                  | -           | -           | -           | -           | -           |        |        |        |        | —          | 10º              |
| 1985-1986       | Virtus Verona   | 2ª Cat.         | ?          | ?          | ?          | ?          | -               | -               | -               | -               | -               | -                  | -                  | -                  | -                  | -                  | -           | -           | -           | -           | -           |        |        |        |        | —          | 5º               |
| 1986-1987       | Virtus Verona   | 2ª Cat.         | ?          | ?          | ?          | ?          | -               | -               | -               | -               | -               | -                  | -                  | -                  | -                  | -                  | -           | -           | -           | -           | -           |        |        |        |        | —          | 3º (prom.)       |
| 1987-1988       | Virtus Verona   | 1ª Cat.         | ?          | ?          | ?          | ?          | -               | -               | -               | -               | -               | -                  | -                  | -                  | -                  | -                  | -           | -           | -           | -           | -           |        |        |        |        | —          | 10º              |
| 1988-1989       | Virtus Verona   | 1ª Cat.         | ?          | ?          | ?          | ?          | -               | -               | -               | -               | -               | -                  | -                  | -                  | -                  | -                  | -           | -           | -           | -           | -           |        |        |        |        | —          | 8º               |
| 1989-1990       | Virtus Verona   | 1ª Cat.         | ?          | ?          | ?          | ?          | -               | -               | -               | -               | -               | -                  | -                  | -                  | -                  | -                  | -           | -           | -           | -           | -           |        |        |        |        | —          | 3º               |
| 1990-1991       | Virtus Verona   | 1ª Cat.         | ?          | ?          | ?          | ?          | -               | -               | -               | -               | -               | -                  | -                  | -                  | -                  | -                  | -           | -           | -           | -           | -           |        |        |        |        | —          | 2º (prom.)       |
| 1991-1992       | Virtus Verona   | Prom.           | 30         | 7          | 13         | 10         | -               | -               | -               | -               | -               | -                  | -                  | -                  | -                  | -                  | -           | -           | -           | -           | -           | 30     | 7      | 13     | 10     | 23,33      | 13º              |
| 1992-1993       | Virtus Verona   | Prom.           | 30         | 8          | 10         | 12         | -               | -               | -               | -               | -               | -                  | -                  | -                  | -                  | -                  | -           | -           | -           | -           | -           | 30     | 8      | 10     | 12     | 26,67      | 10º              |
| 1993-1994       | Virtus Verona   | Prom.           | 30         | 6          | 17         | 7          | -               | -               | -               | -               | -               | -                  | -                  | -                  | -                  | -                  | -           | -           | -           | -           | -           | 30     | 6      | 17     | 7      | 20,00      | 10º              |
| 1994-1995       | Virtus Verona   | Prom.           | 30         | 5          | 15         | 10         | -               | -               | -               | -               | -               | -                  | -                  | -                  | -                  | -                  | -           | -           | -           | -           | -           | 30     | 5      | 15     | 10     | 16,67      | 12º              |
| 1995-1996       | Virtus Verona   | Prom.           | 30         | 12         | 7          | 11         | -               | -               | -               | -               | -               | -                  | -                  | -                  | -                  | -                  | -           | -           | -           | -           | -           | 30     | 12     | 7      | 11     | 40,00      | 4º               |
| 1996-1997       | Virtus Verona   | Prom.           | 30         | 9          | 10         | 11         | -               | -               | -               | -               | -               | -                  | -                  | -                  | -                  | -                  | -           | -           | -           | -           | -           | 30     | 9      | 10     | 11     | 30,00      | 7º               |
| 1997-1998       | Virtus Verona   | Prom.           | 30         | 15         | 7          | 8          | -               | -               | -               | -               | -               | -                  | -                  | -                  | -                  | -                  | -           | -           | -           | -           | -           | 30     | 15     | 7      | 8      | 50,00      | 3º               |
| 1998-1999       | Virtus Verona   | Prom.           | 30         | 17         | 9          | 4          | -               | -               | -               | -               | -               | -                  | -                  | -                  | -                  | -                  | -           | -           | -           | -           | -           | 30     | 17     | 9      | 4      | 56,67      | 2º               |
| 1999-2000       | Virtus Verona   | Prom.           | 30+1       | 19+1       | 6          | 5          | -               | -               | -               | -               | -               | -                  | -                  | -                  | -                  | -                  | -           | -           | -           | -           | -           | 31     | 20     | 6      | 5      | 64,52      | 2º (prom.)       |
| 2000-2001       | Virtus Verona   | Ecc.            | 30         | 7          | 15         | 8          | -               | -               | -               | -               | -               | -                  | -                  | -                  | -                  | -                  | -           | -           | -           | -           | -           | 30     | 7      | 15     | 8      | 23,33      | 10º              |
| 2001-2002       | Virtus Verona   | Ecc.            | 30         | 10         | 11         | 9          | -               | -               | -               | -               | -               | -                  | -                  | -                  | -                  | -                  | -           | -           | -           | -           | -           | 30     | 10     | 11     | 9      | 33,33      | 7º               |
| 2002-2003       | Virtus Verona   | Ecc.            | 30         | 10         | 11         | 9          | -               | -               | -               | -               | -               | -                  | -                  | -                  | -                  | -                  | -           | -           | -           | -           | -           | 30     | 10     | 11     | 9      | 33,33      | 7º               |
| 2003-2004       | Virtus Verona   | Ecc.            | 32         | 12         | 10         | 10         | -               | -               | -               | -               | -               | -                  | -                  | -                  | -                  | -                  | -           | -           | -           | -           | -           | 32     | 12     | 10     | 10     | 37,50      | 8º               |
| 2004-2005       | Virtus Verona   | Ecc.            | 30         | 11         | 9          | 10         | -               | -               | -               | -               | -               | -                  | -                  | -                  | -                  | -                  | -           | -           | -           | -           | -           | 30     | 11     | 9      | 10     | 36,67      | 6º               |
| 2005-2006       | Virtus Verona   | Ecc.            | 30         | 19         | 4          | 7          | CI-Ecc.         | 8               | 5               | 2               | 1               | -                  | -                  | -                  | -                  | -                  | -           | -           | -           | -           | -           | 38     | 24     | 6      | 8      | 63,16      | 1º (prom.)       |
| 2006-2007       | Virtus Verona   | D               | 34+1       | 14         | 14         | 6+1        | CI-D            | 4               | 1               | 2               | 1               | -                  | -                  | -                  | -                  | -                  | -           | -           | -           | -           | -           | 39     | 15     | 16     | 8      | 38,46      | 3º               |
| 2007-2008       | Virtus Verona   | D               | 34+2       | 9+1        | 12+1       | 13         | CI-D            | 2               | 0               | 1               | 1               | -                  | -                  | -                  | -                  | -                  | -           | -           | -           | -           | -           | 38     | 10     | 14     | 14     | 26,32      | 15º              |
| 2008-2009       | Virtus Verona   | D               | 34         | 11         | 11         | 12         | CI-D            | 2               | 0               | 1               | 1               | -                  | -                  | -                  | -                  | -                  | -           | -           | -           | -           | -           | 36     | 11     | 12     | 13     | 30,56      | 9º               |
| 2009-2010       | Virtus Verona   | D               | 38         | 14         | 12         | 12         | CI-D            | 2               | 1               | 0               | 1               | -                  | -                  | -                  | -                  | -                  | -           | -           | -           | -           | -           | 40     | 15     | 12     | 13     | 37,50      | 9º               |
| 2010-2011       | Virtus Verona   | D               | 34         | 11         | 11         | 12         | CI-D            | 2               | 1               | 0               | 1               | -                  | -                  | -                  | -                  | -                  | -           | -           | -           | -           | -           | 36     | 12     | 11     | 13     | 33,33      | 11º              |
| 2011-2012       | Virtus Verona   | D               | 38         | 16         | 13         | 9          | CI-D            | 2               | 1               | 0               | 1               | -                  | -                  | -                  | -                  | -                  | -           | -           | -           | -           | -           | 40     | 17     | 13     | 10     | 42,50      | 6º               |
| 2012-2013       | Virtus Verona   | D               | 38+2       | 19+2       | 12         | 7          | CI-D            | 2               | 1               | 0               | 1               | -                  | -                  | -                  | -                  | -                  | -           | -           | -           | -           | -           | 42     | 22     | 12     | 8      | 52,38      | 4º (prom.)       |
| 2013-2014       | Virtus Verona   | 2D              | 34         | 10         | 14         | 10         | CI-LP           | 2               | 0               | 0               | 2               | -                  | -                  | -                  | -                  | -                  | -           | -           | -           | -           | -           | 36     | 10     | 14     | 12     | 27,78      | 14º (retr.)      |
| 2014-2015       | Virtus Verona   | D               | 36+1       | 15         | 14         | 7+1        | CI-D            | 2               | 0               | 1               | 1               | -                  | -                  | -                  | -                  | -                  | -           | -           | -           | -           | -           | 39     | 15     | 15     | 9      | 38,46      | 5º               |
| 2015-2016       | Virtus Verona   | D               | 38+1       | 17         | 12+1       | 9          | CI-D            | 4               | 3               | 0               | 1               | -                  | -                  | -                  | -                  | -                  | -           | -           | -           | -           | -           | 43     | 20     | 13     | 10     | 46,51      | 5º               |
| 2016-2017       | Virtus Verona   | D               | 34+2       | 14+1       | 11+1       | 9          | CI-D            | 1               | 0               | 0               | 1               | -                  | -                  | -                  | -                  | -                  | -           | -           | -           | -           | -           | 37     | 15     | 12     | 10     | 40,54      | 4º               |
| 2017-2018       | Virtus Verona   | D               | 34+2       | 22         | 7          | 5+2        | CI-D            | 3               | 1               | 1               | 1               | -                  | -                  | -                  | -                  | -                  | -           | -           | -           | -           | -           | 39     | 23     | 8      | 8      | 58,97      | 1º (prom.)       |
| 2018-2019       | Virtus Verona   | C               | 38+2       | 10+1       | 8          | 20+1       | CI-C            | 3               | 1               | 1               | 1               | -                  | -                  | -                  | -                  | -                  | -           | -           | -           | -           | -           | 43     | 12     | 9      | 22     | 27,91      | 19º (retr.)      |
| 2019-2020       | Virtus Verona   | C               | 27         | 8          | 8          | 11         | CI-C            | 3               | 1               | 1               | 1               | -                  | -                  | -                  | -                  | -                  | -           | -           | -           | -           | -           | 30     | 9      | 9      | 12     | 30,00      | 12º              |
| 2020-2021       | Virtus Verona   | C               | 38+2       | 11+1       | 16+1       | 11         | -               | -               | -               | -               | -               | -                  | -                  | -                  | -                  | -                  | -           | -           | -           | -           | -           | 40     | 12     | 17     | 11     | 30,00      | 11º              |
| 2021-2022       | Virtus Verona   | C               | 38         | 9          | 18         | 11         | CI-C            | 1               | 0               | 1               | 0               | -                  | -                  | -                  | -                  | -                  | -           | -           | -           | -           | -           | 39     | 9      | 19     | 11     | 23,08      | 13º              |
| 2022-2023       | Virtus Verona   | C               | 38+4       | 15+2       | 13+1       | 10+1       | CI-C            | 1               | 0               | 0               | 1               | -                  | -                  | -                  | -                  | -                  | -           | -           | -           | -           | -           | 43     | 17     | 14     | 12     | 39,53      | 6º               |
| 2023-2024       | Virtus Verona   | C               | 38         | 12         | 11         | 15         | CI-C            | 1               | 0               | 0               | 1               | -                  | -                  | -                  | -                  | -                  | -           | -           | -           | -           | -           | 39     | 12     | 11     | 16     | 30,77      | 11º              |
| 2024-2025       | Virtus Verona   | C               | 38+1       | 15         | 11         | 12+1       | CI-C            | 1               | 0               | 1               | 0               | -                  | -                  | -                  | -                  | -                  | -           | -           | -           | -           | -           | 40     | 15     | 12     | 13     | 37,50      | 9º               |
| 2025-2026       | Virtus Verona   | C               | 0          | 0          | 0          | 0          | CI-C            | 1               | 0               | 0               | 1               | -                  | -                  | -                  | -                  | -                  | -           | -           | -           | -           | -           | 1      | 0      | 0      | 1      | &0,00      | in corso         |
| Totale carriera | Totale carriera | Totale carriera | 1 179      | 428        | 402        | 349        |                 | 47              | 16              | 12              | 19              |                    | -                  | -                  | -                  | -                  |             | -           | -           | -           | -           | 1 226  | 444    | 414    | 368    | 36,22      |                  |

## Palmarès

### Allenatore

#### Competizioni interregionali
- Serie D: 1

Virtus Verona: 2017-2018 (girone C)

#### Competizioni regionali
- Eccellenza: 1

Virtus Verona: 2005-2006 (girone A)
- Coppa Italia Dilettanti Veneto: 1

Virtus Verona: 2005-2006